# Psychrogeton
Psychrogeton là một chi thực vật có hoa trong họ Cúc (Asteraceae).

## Loài
Chi Psychrogeton gồm các loài: